# Собрание тонадилий, написанных в старинном стиле
Собра́ние тонади́лий, напи́санных в стари́нном сти́ле (исп. Collección de tonadillas escritas en estilo antiguo), H. 136 — сборник из двенадцати песен для голоса с фортепиано (последняя — дуэт) испанского композитора Энрике Граданоса. Текст был написан Фернандо Перике, который также сочинил либретто к опере Гранадоса «Гойески». «Тонадильи» наряду с «Любовными песнями», считаются важнейшим камерно-вокальным сочинением композитора.
Песни из сборника печатались отдельно в 1912—1913 (последняя — в 1915) годах крупнейшим испанским издательством Casa Dotesio (в 1913 переименованным в Unión musical Española). Когда цикл был закончен, порядок песен был изменён. Обе нумерации до сих имеют хождение. Все песни, кроме одной, вышли с подзаголовком «тонадилья» (tonadilla); у «Покинутого влюблённого»: «тонада или песня» (tonada o canción).
На русском языке все тонадильи, кроме двух, были напечатаны в двух сборниках 1966 и 1978 годов. Переводы были выполнены П. М. Грушко (№ 1—3, 5 и 10), Г. Лукьяновым (№ 4, 9 и 11), А. Чудиновским (№ 6) и Н. П. Рождественской (№ 7).
| Перв. | Втор. | Название                                           | Текст                                                 | Тон.    | Темп                                           | Посвящение        | Год © | Примечания |
| ----- | ----- | -------------------------------------------------- | ----------------------------------------------------- | ------- | ---------------------------------------------- | ----------------- | ----- | --- |
| 9     | 1     | Amor y odio Любовь и ненависть                     | Pensé que yo sabría                                   | g-moll  | Allegretto                                     | Мария Барриентос  | 1913  | |
| 10    | 2     | Callejeo По дороге                                 | Dos horas ha que callejeo                             | A-dur   | Allegro risoluto                               | Мария Барриентос  | 1913  | |
| 2     | 3     | El majo discreto Скромный махо                     | Dicen que mi majo es feo                              | A-dur   | Allegretto                                     | –                 | 1912  | |
| 12    | 4     | El majo olvidado Покинутый влюблённый              | Cuando recuerdes los días                             | f-moll  | Andantino                                      | Эмилио де Гогорса | 1915  | |
| 4     | 5     | El majo tímido Робкий махо                         | Llega a mi reja                                       | B-dur   | Allegro                                        | –                 | 1912  | |
| 8     | 6     | El mirar de la maja Маха перед зеркалом            | ¿Por qué es en mis ojos…?                             | as-moll | Allegro                                        | Мария Барриентос  | 1913  | Песня записана без ключевых знаков |
| 3     | 7     | El tra-la-la y el punteado Тра-ля-ля и звук гитары | Es en balde, majo mio                                 | A-dur   | Allegro                                        | –                 | 1912  | |
| 1     | 8     | La maja de Goya Маха Гойи                          | De Goya sabréis, sin duda – Yo no olvidaré en mi vida | A-dur   | Allegretto comodo – Andantino quasi allegretto | –                 | 1912  | Состоит из двух частей: в первой исполнитель читает длинный текст о Гойе под аккомпанемент фортепиано; вторая часть — собственно песня. Обычно текст в первой части не читают |
| 5     | 9     | La maja dolorosa: num. 1 Скорбная маха: № 1        | ¡Oh muerte cruel!                                     | f-moll  | Andantino dramático                            | –                 | 1912  | С английским рожком ad libitum |
| 6     | 10    | La maja dolorosa: num. 2 Скорбная маха: № 2        | ¡Ay majo de mi vida!                                  | a-moll  | Andantino con dolore                           | –                 | 1912  | |
| 7     | 11    | La maja dolorosa: num. 3 Скорбная маха: № 3        | De aquel majo amante                                  | h-moll  | Andantino                                      | –                 | 1912  | |
| 11    | 12    | Las currutacas modestas Скромные модницы           | Decid qué damiselas                                   | As-dur  | Quasi andantino                                | –                 | 1913  | Для двух голосов |